# Lina Higiro
Pour les articles homonymes, voir Higiro.
Lina Mukashyaka Higiro (née en 1979) est une femme d'affaires rwandaise et est directrice générale de NCBA Bank Rwanda (en).

## Contexte et formation
Lina Higiro étudie à l'université du Nord-Ouest, en Afrique du Sud, et y obtient une licence en commerce. Plus tard, elle obtient  une maîtrise en administration des affaires de l'Université de Liverpool au Royaume-Uni. Elle est également titulaire d’un certificat en communication d’entreprise et d’affaires, décerné par l'université Ryerson, à Toronto, au Canada.

## Carrière
De 2007 à 2011, Lina Higiro travaille chez Guaranty Trust Bank (en) (à l'époque Fina Bank (en)), en tant que responsable des services bancaires aux PME.
Elle est ensuite responsable de la stratégie, de la planification et du marketing chez I&M Bank (en).
À partir de juillet 2016, elle est directrice de l'exploitation d'AB Bank Rwanda (en). À ce titre, elle supervise les opérations bancaires, les opérations bancaires transactionnelles, le développement commercial et la finance numérique,.
Depuis juillet 2018, elle est directrice générale de NCBA Bank Rwanda (en), où elle succède à Edigold Monday.